# Bourideys
 Bourideys  egy francia település Gironde megyében az Aquitania régióban. Lakosainak száma 100 fő (2022. január 1.).

## Adminisztráció
Polgármesterek:
- 2008–2020 Marianne Labouille

## Demográfia
| Lakosok száma | 86   | 76   | 99   | 86   | 82   | 75   | 79   | 93   | 95   | 100  |
|               | 1968 | 1982 | 1990 | 2006 | 2013 | 2015 | 2017 | 2019 | 2020 | 2022 |